# Amparo da Serra
Amparo da Serra (anteriormente llamado Amparo do Serra) es un municipio brasilero del estado de Minas Gerais. Su población estimada en 2004 era de 7.090 habitantes.